# سقاية سلمان القادري
سقاية سلمان القادري
من سقايات الماء التي وضعت لانتفاع العامة من الناس في مدينة بغداد أيام الدولة العثمانية، السقاية التي أنشأها سنة 1882م، نقيب الأشراف السيد سلمان بن علي بن سلمان القادري الكيلاني المتوفى سنة 1897م. وتقع هذه السقاية باتصال المسجد الذي شييده في محلة السنك شرقي بغداد.وقد أوقف أوقافاً كثيرة لمصلحة سقايته والمسجد وفصلها وسجلها واشترط فيها، ان يكون الماء فيها جاريا بلا انقطاع صيفا وشتاءا يستقى كل من اراد من أبناء السبيل والمترددين، ومن اراد حمل الماء إلى بيته من الحوض المعد لذلك فلا يسوغ لاحد منعه، ومن منعه أو قطعه فعليه ما يستحق من الله تعالى. كما شرط ان يعطى لمن يقوم بخدمة السقاية 75 قرشا صاغا، كل شهر، إضافة إلى مخصصات مالية عديدة لتغطية مصاريف السقاية.
وهناك لوحة رخامية نقشت عليها خمسة ابيات، جاء فيها تاريخ انشاءها:
ولا تزال هذه السقاية قائمة وعليها الأبيات اعلاه منقوشة، إلا ان الماء انقطع عنها منذ زمن بعيد.